# Tetragnatha exquista
Tetragnatha exquista este o specie de păianjeni din genul Tetragnatha, familia Tetragnathidae, descrisă de Saito, 1933. Conform Catalogue of Life specia Tetragnatha exquista nu are subspecii cunoscute.